# 프랭크 코월스키
프랭크 코월스키(Frank Kowalski, 1907년 10월 18일 ~ 1974년 10월 11일)는 미국의 군인, 정치인이다. 미 육군의 장교로 복무하며 제 2차 세계 대전과 한국 전쟁에 참전했다. 대령으로 전역한 후 코네티컷주 하원의원을 지냈다.
코월스키는 1924년 학교를 중퇴하고 육군에 입대했다. 1930년 미국 육군사관학교를 졸업하였다. 1930년대에 무기와 군용 차량에 대한 시험을 실시하는 업무를 수행했으며 1937년 매사추세츠 공과대학교에서 기계공학으로 석사학위를 받았다. 제2차 세계 대전 중에는 북아프리카 전역에 투입되는 병사의 훈련을 담당했다. 런던의 연합군 사령부에서 근무하였으며, 전후 독일의 비무장과 재건 계획을 감독했다. 한국 전쟁 발발 이후에 일본에서 육상자위대의 전신인 경찰예비대의 무장과 훈련을 담당하였다.
1958년에 전역하였으며, 민주당 소속으로 코네티컷주 하원의원에 당선되어 1959년부터 1963년까지 의원직을 지냈다. 그후 1963년부터 1966년까지 전복활동통제위원회(Subversive Activities Control Board, SACB)에서 근무했다. 1974년 워싱턴 D.C.에서 사망하였으며 알링턴 국립묘지에 묻혔다.